# Paul Bovens
P.G.I.M. (Paul) Bovens (Maastricht, 1956) is een Nederlandse jurist.
Van 1985 tot 2001 was hij werkzaam als advocaat en procureur in Utrecht. Als raadsman stond hij in veel geruchtmakende strafprocessen verdachten bij.
Bovens was lid van de Nederlandse Vereniging van Strafrechtadvocaten en internationaal lid van de National Association of Criminal Defense Lawyers in de Verenigde Staten van Amerika.
Op 31 mei 2001 werd er een bomaanslag op zijn kantoorpand gepleegd. De daders zijn nooit gepakt.
Over zijn leven maakte Jeroen Berkvens in 2004 de documentaire Advocaatje, leef je nog?, die in 15 bioscopen werd vertoond en daarna op televisie werd uitgezonden.
Bovens was lid van de Commissie evaluatie afgesloten strafzaken, die was ingesteld door het College van procureurs-generaal naar aanleiding van het onderzoeksrapport van de commissie-Posthumus in de zogeheten Schiedammer parkmoord. Deze commissie werd op 1 oktober 2012 opgeheven, omdat vanaf toen in het Wetboek van Strafvordering de regeling voor herziening ten voordele van de gewezen verdachten van kracht was. De taken van de CEAS zijn overgegaan naar de procureur-generaal bij de Hoge Raad.